# 江卓权
江卓权（Kan Chok Chen，1994年11月11日—），马来西亚柔佛人，马来西亚歌手。曾参加2014年Popstar，荣获第二名、马来西亚中国好声音海选6强等，2015年参加马来西亚Astro新秀大赛亦获得殿军，同年代表马来西亚参加台湾的歌唱比賽節目《星光大道》，止步20强。

## 奖项
- 2015年 马来西亚Astro新秀大赛 - 殿军

## 音乐作品
- 2015年 Astro新秀5强单曲MV 【野子】